# Evolvulus scoparioides
Evolvulus scoparioides är en vindeväxtart som beskrevs av Carl Friedrich Philipp von Martius. Evolvulus scoparioides ingår i släktet Evolvulus och familjen vindeväxter. Inga underarter finns listade i Catalogue of Life.